# Polsko-slovenská státní hranice

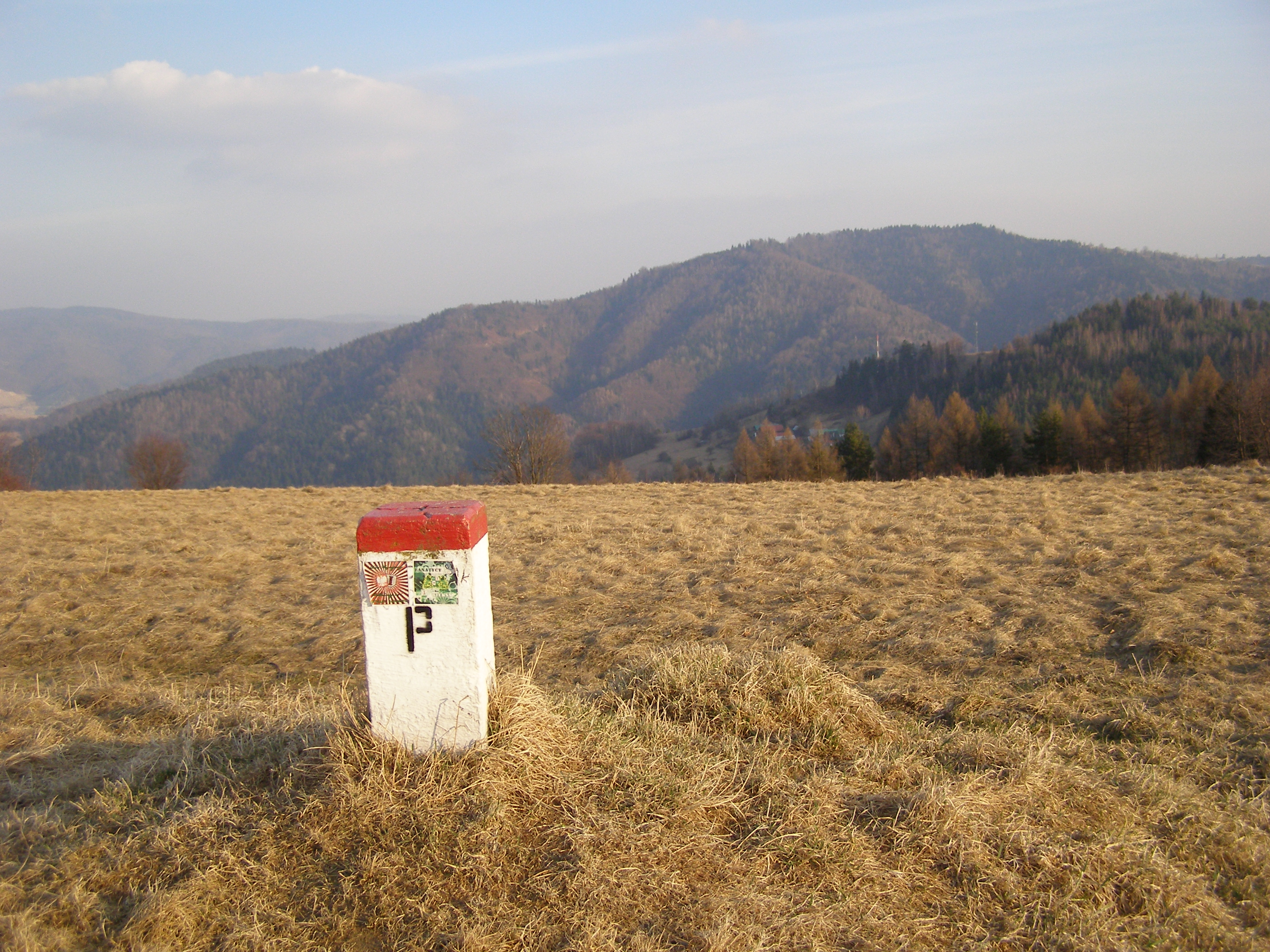
Hraniční kámen v Beskydech.

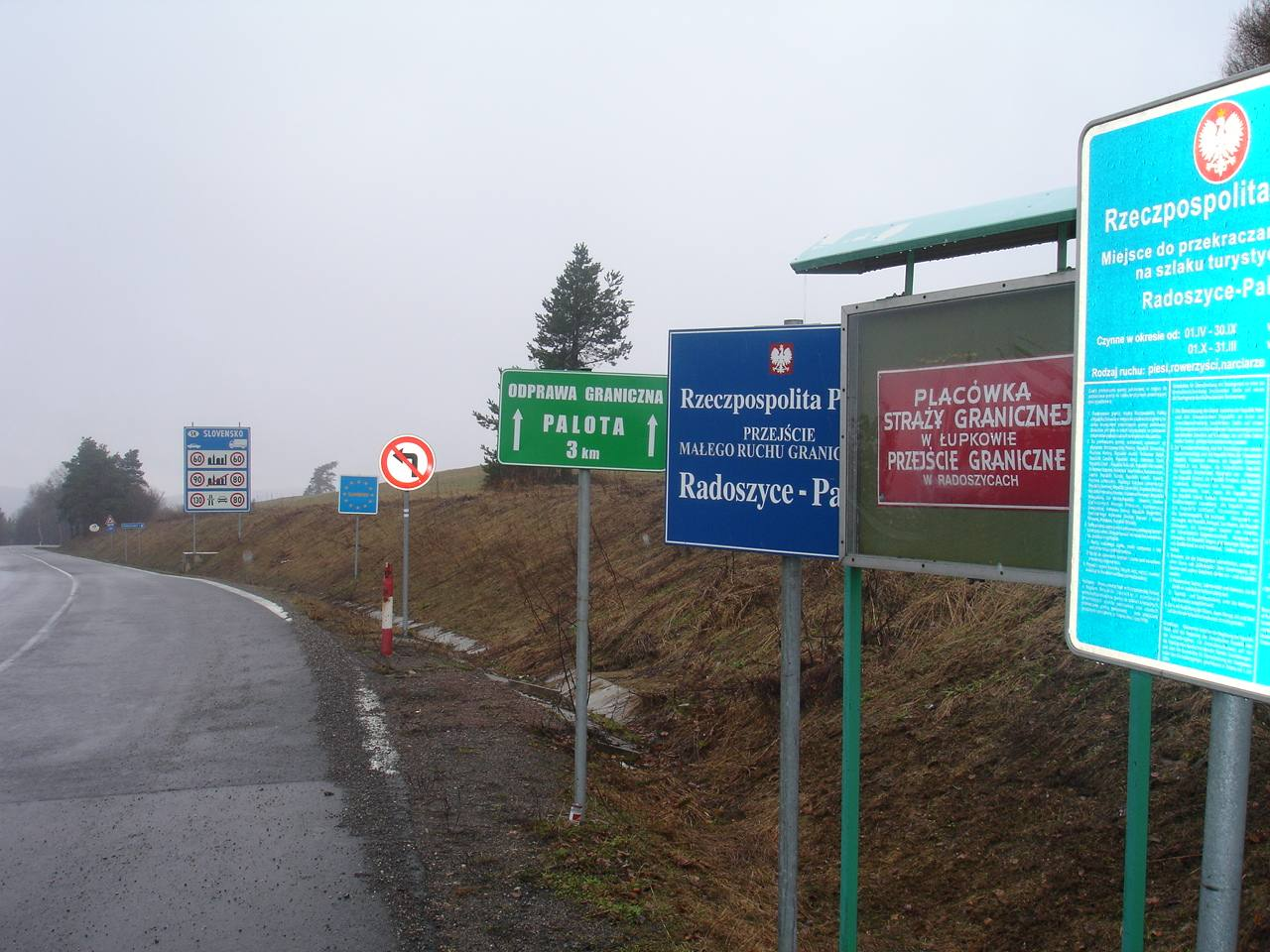
Označení hranice v Radoszycích.

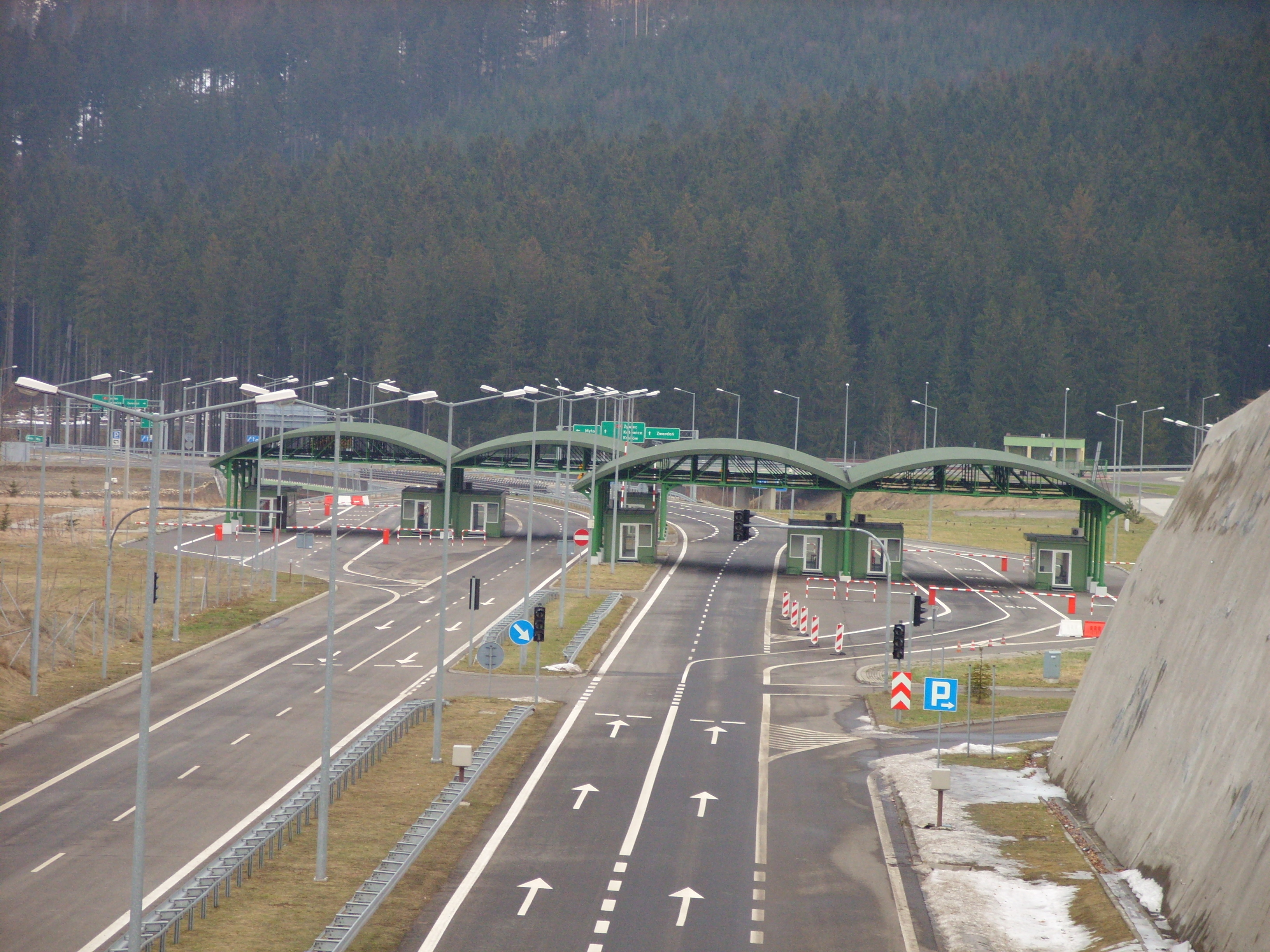
Původní hraniční přechod Skalité–Zwardoń.

Polsko-slovenská státní hranice představuje jižní hranici Polska a severní hranici Slovenska. Je dlouhá celkem 541 km. Je vnitřní hranicí Evropské unie. Oba státy rozděluje již od vyhlášení nezávislosti Slovenska dne 1. ledna 1993. Hranici vytyčuje 7 155 znaků.
Hranice začíná u obce Hrčava na trojmezí Česko-Polsko-Slovensko, viz Trojmezí (Hrčava), v Beskydech a poté pokračuje východním směrem přes pohoří Oravské Beskydy, vodní nádrž Orava, Vysoké Tatry, Belianské Tatry, pohoří Spišská Magura, Národní park Pieniny, Nízké Beskydy a Bukovské vrchy. Její východní okraj představuje trojmezí Polska-Slovenska a Ukrajiny na vrchu Kremenec.
Hranice probíhá rovněž i středem tří řek, a to Jelešni, Dunajce a Popradu. Z obou stran hranice se nacházejí četné národní parky a chráněné krajinné oblasti.

## Historie
Hranice je s drobnými změnami vedena v trase původní vnitřní hranice mezi Rakouskem a Uherskem, kde byla stanovena již od dob Rakousko-uherského vyrovnání. Tvoří ji přirozená geografická hranice severní části Karpatského oblouku. Hranice prochází přes nejvyšší horu Polska, Rysy ve Vysokých Tatrách. Tato hranice byla předmětem sporů již na konci 19. století. V roce 1897 proběhla v souvislosti s určením přesného průběhu vnitřní hranice mezi Rakouskem a Uhrami i mezinárodní arbitráž, která skončila v roce 1902. Do té doby docházelo ke střetům mezi vlastníky pozemků na obou stranách hranice. Symbolem boje o vytyčení hranice se stalo jezero Morskie Oko.
Od 1. listopadu 1918 byla hranicí mezi Československem a Polskem. Její průběh byl nicméně předmětem sporů mezi Prahou a Varšavou, které se vedly především o území Oravy a Spiše. Spor byl ukončen uzavřením smlouvy o vzájemných hranicích v roce 1958.
Během druhé světové války rozdělovala hranice nejprve Polsko a nezávislé Slovensko, od obsazení Polska pak Nacistické Německo a Slovenský štát. Slovensko po porážce Polska zabralo ty části za společnou hranicí, kterou muselo Československo Polsku odstoupit, a které byly do roku 1918 součástí Uher.[zdroj?]
Mezi lety 1945–1993 byla východní části hranice mezi Polskem a Československem. Během existence socialistických režimů v obou zemích bylo možné hranici překročit buď s cestovním pasem, nebo s občanským průkazem s cestovní přílohou.
Poslední dokument o vytyčení vzájemné hranice byl mezi oběma vládami podepsán v letech 1995–1998. K drobným úpravám hranice pak došlo ještě v roce 2005, především z důvodu změny toku řeky Dunajce a dalších praktických důvodů.[zdroj?]
Do roku 2007 bylo na hranici provozováno celkem 55 silničních hraničních přechodů, 3 železniční a 2 turistické.